# Erra (Sonda)
Pour les articles homonymes, voir Erra.
Erra est un petit bourg de la commune de Sonda du comté de Viru-Est en Estonie.
Au 31 décembre 2011, Erra comptait 130 habitants.